# Správní obvod obce s rozšířenou působností Dobruška
Správní obvod obce s rozšířenou působností Dobruška je od 1. ledna 2003 jedním ze tří správních obvodů rozšířené působnosti obcí v okrese Rychnov nad Kněžnou v Královéhradeckém kraji. Čítá 26 obcí.
Města Dobruška a Opočno jsou obcemi s pověřeným obecním úřadem.

## Seznam obcí
Poznámka: Města jsou vyznačena tučně.
- Bačetín
- Bohdašín
- Bystré
- České Meziříčí
- Deštné v Orlických horách
- Dobré
- Dobruška
- Dobřany
- Chlístov
- Janov
- Kounov
- Králova Lhota
- Mokré
- Očelice
- Ohnišov
- Olešnice v Orlických horách
- Opočno
- Podbřezí
- Pohoří
- Přepychy
- Rohenice
- Sedloňov
- Semechnice
- Sněžné
- Trnov
- Val

## Obyvatelstvo
| Rok  | Obyv.  | ± %    |
| ---- | ------ | ------ |
| 1869 | 30 486 | —      |
| 1880 | 31 755 | +4,2 % |
| 1890 | 31 898 | +0,5 % |
| 1900 | 30 548 | −4,2 % |
| 1910 | 30 388 | −0,5 % |

| Rok  | Obyv.  | ± %     |
| ---- | ------ | ------- |
| 1921 | 28 680 | −5,6 %  |
| 1930 | 26 885 | −6,3 %  |
| 1950 | 20 368 | −24,2 % |
| 1961 | 20 708 | +1,7 %  |
| 1970 | 20 353 | −1,7 %  |

| Rok  | Obyv.  | ± %    |
| ---- | ------ | ------ |
| 1980 | 20 485 | +0,6 % |
| 1991 | 19 858 | −3,1 % |
| 2001 | 19 769 | −0,4 % |
| 2011 | 19 959 | +1 %   |
| 2021 | 19 731 | −1,1 % |